# Szántai István
Szántai István Sándor (Csongrád, 1900. július 8. – Csongrád, 1971. május 7.) Kossuth-díjas (1962) pedagógus.

## Életpályája
Szántai János községi adóvégrehajtó és Blázsik Mária fia. A szegedi Pedagógiai Főiskolán szerzett oklevelet 1955-ben. Tanítói, igazgatói tevékenysége után körzeti, majd megyei szakfelügyelő; 1963–65-ben nevelőotthoni igazgató volt. Írásai, tanulmányai a Köznevelés című folyóiratban és a Történelemtanítás című módszertani lapban jelentek meg.
Házastársa Faragó Zsófia volt, akivel 1921. február 7-én Csongrádban kötött házasságot.

## Művei
- Tapasztalatcsere anyag, munkamódszer és a korábban kiadott órarend módosítása az osztatlan és részben osztott iskolák számára (Budapest, 1950)
- A magyar nyelv és irodalom tanítása az osztatlan iskola V–VIII. osztályában (Budapest, 1950)
- Útmutató az általános iskolák összevont 5–8. osztályú tanulócsoportjaiban működő nevelők számára (Budapest, 1958)